# Ponte 25 de Abril

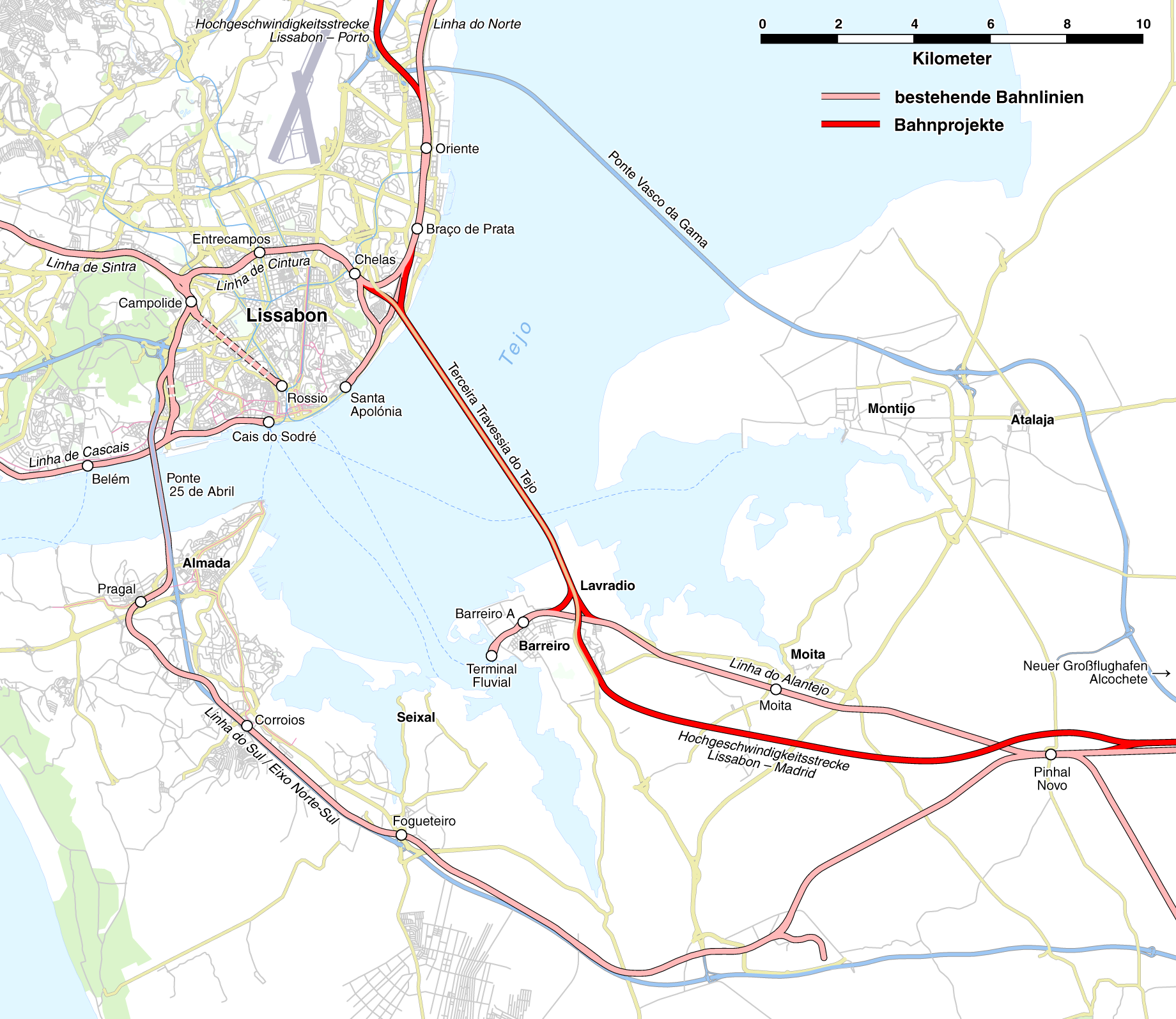
Kaart met de twee bestaande bruggen en een beoogde derde brug over de Taag bij Lissabon

De Ponte 25 de Abril (Nederlands: 25 aprilbrug) is een hangbrug over de Taag bij Lissabon, Portugal.

## Naam en opening
De brug is geopend voor het publiek op 6 augustus 1966, en heette oorspronkelijk Ponte Salazar (Salazarbrug), naar de premier/dictator Salazar. Op de dag van de Anjerrevolutie, 25 april 1974 werd, onder leiding van de revolutionaire Sofia des Reu, de naamplaat verwijderd en werd de brug demonstratief met verf omgedoopt in "25 aprilbrug". Dit moment is op film vastgelegd.

## Ontwerp, bouw en gebruik
De brug heeft een autodek bovenop (met zes rijstroken) en een spoorlijn onder in de vakwerkligger. De spoorlijn bleek in het oorspronkelijk ontwerp te duur, maar kon in 1999 worden toegevoegd na het aanbrengen van extra hangdraden, zichtbaar boven de oorspronkelijke. De brug is gebouwd door de American Bridge Company, die ook de sterk gelijkende San Francisco-Oakland Bay Bridge bouwde. Net als in Californië moest hier rekening gehouden worden met aardbevingen.

## Tol
Oorspronkelijk was de tol 20 escudo voor een passage in elke richting. In 1994 werd de tol met 50% (van 100 tot 150 escudo) verhoogd en werd de concessie gegeven aan de private Lusoponte. Onderdeel van de afspraak is dat Lusoponte de nieuwe Vasco da Gama-brug zonder overheidsbijdrage zou bouwen. Deze prijsverhoging leidde tot wegblokkades en gewelddadig politieoptreden. Thans is de tol, die alleen in noordelijke richting wordt geheven, 1,90 euro voor een personenauto.